# Manfred von Richthofen
Manfred Albrecht Freiherr von Richthofen (uttal: /'ʁɪçtho:fən/), vanligen känd under smeknamnet Röde baronen (tyska: "der Rote Baron" (fil)) för hans rödmålade jaktplan och titel, född 2 maj 1892 i Breslau, Nedre Schlesien, stupad i strid 21 april 1918 nära Vaux-sur-Somme, Frankrike, var en tysk friherre och fältflygare (jaktpilot) som kom att bli det främsta flygarässet i tyska kejsarrikets flygtrupper under första världskriget och fram till andra världskriget det ledande flygarässet i historien med officiellt 80 luftsegrar. Han var befälhavare för Richthofeneskadern från bildandet 1917 fram till sin död året efter.

## Biografi

### Bakgrund och pilotkarriär
Manfred von Richthofen var ursprungligen kavalleriofficer. Han övergick dock 1915 till det då nybildade militärflyget tyska kejsarrikets flygtrupper. Under första världskriget var han Tysklands främste jaktflygare, en levande legend.
De flesta av von Richthofens luftsegrar utfördes med Albatros D-dubbeldäckarplan av olika modeller och det var med denna flygplansmodell som han ursprungligen fick smeknamnet "Röde baronen", då han från och med januari 1917 började flyga i en karmosinmålad Albatross D.V, även känd som hans "röda flygplan" (tyska: Rotes Flugzeug). Först från och med hösten 1917 övergick von Richtofen till att flyga de rödmålade Fokker Dr.I-triplan som han är mest förknippad med.

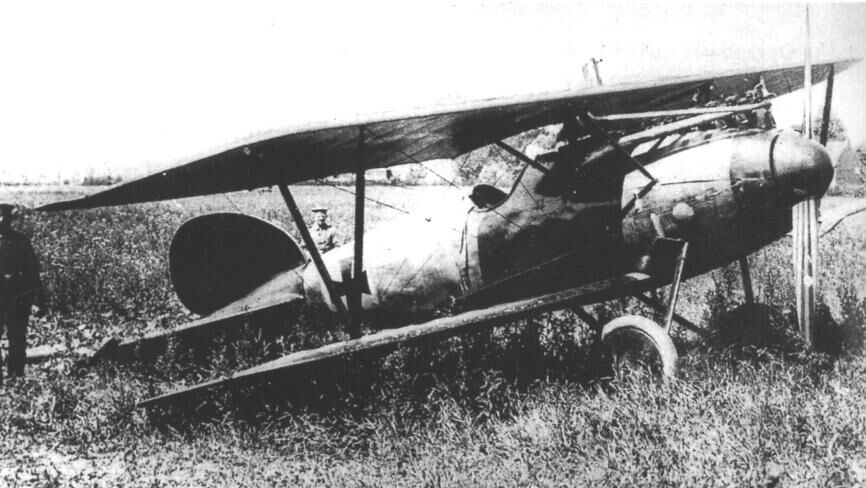
Richthofens Albatros D.V efter en nödlandning nära Wervik. Denna maskin är ej rödmålad.
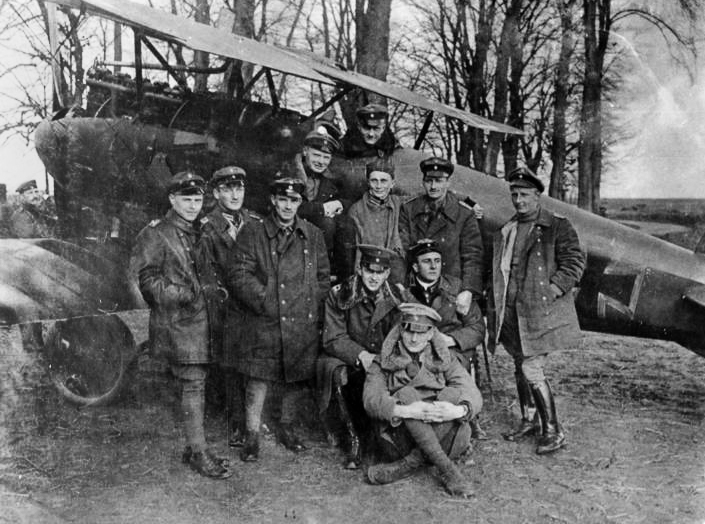
Richthofen i kabinen till sin ökända karmosinmålade Albatross D.V med andra medlemmar i Jasta 11, även hans bror Lothar (sittandes främre), 23 april 1917.
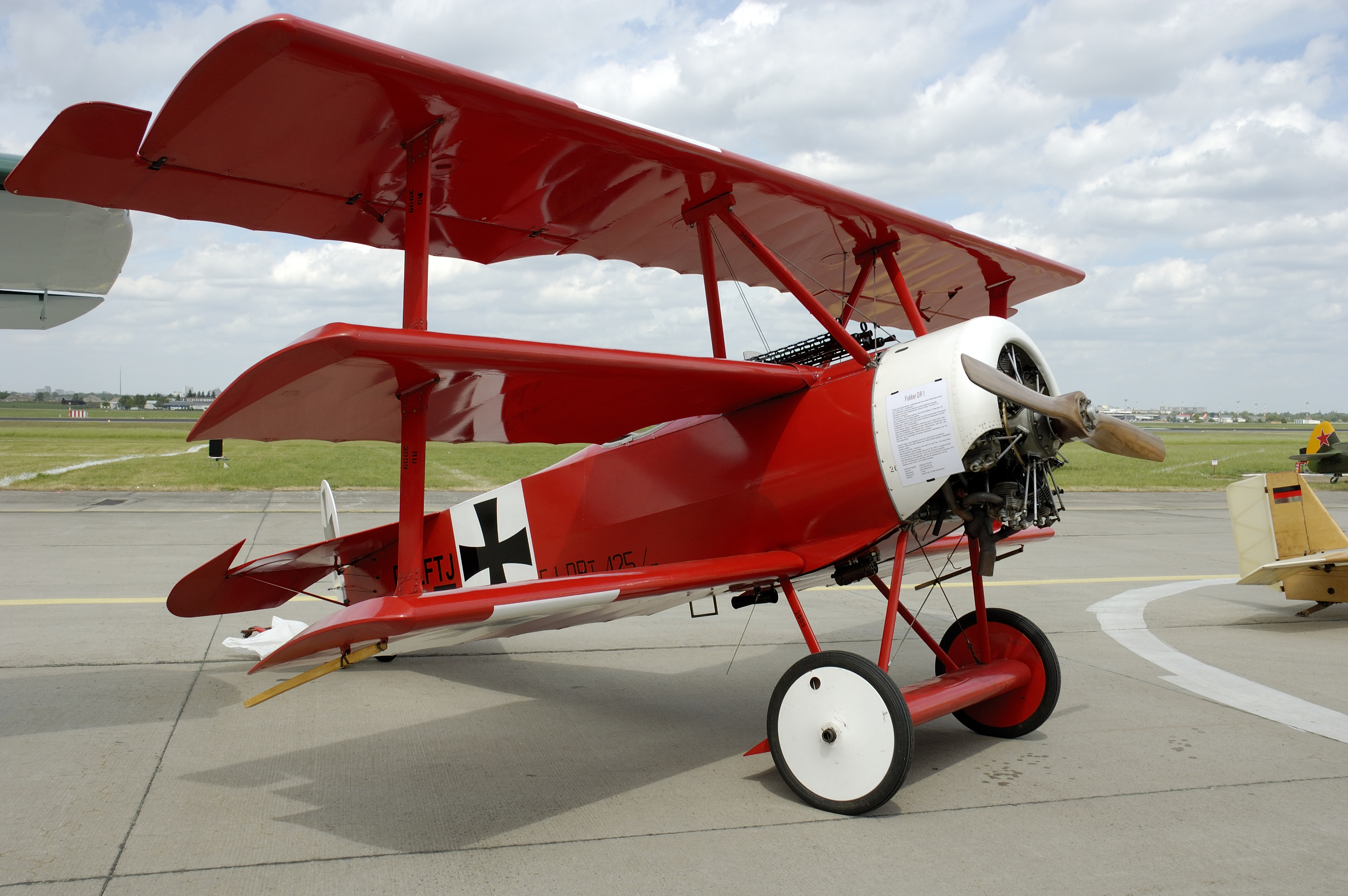
En kopia av Manfred von Richthofens röda Fokker Dr.I-triplan.

När von Richthofen blev berömd fick han en egen division med piloter, kallad Richthofeneskadern. Där målades samtliga flygplan i färgglada färger med olika individmärkning. Skälet till detta är omstritt, men det kan ha varit för att lätt skilja på vän eller fiende i luftstrid. Richthofeneskadern transporterades runt till de delar av fronten där man hade problem med brittiskt flyg och på grund av detta och flygplanens färgglada plan fick divisionen smeknamnet "den flygande cirkusen".

### Stupad i strid
Den 21 april 1918, efter att ha vunnit 80 bekräftade luftsegrar, blev von Richtofen nedskjuten i luftstrid mot brittiskt stridsflyg över Morlancourt-kullarna nära Vaux-sur-Somme, vid floden Somme. Vid tillfället jagade von Richtofen ett brittiskt jaktflygplan av typen Sopwith Camel på låg höjd, flygande sin rödmålade Fokker Dr.I tredäckare, när han av okänd anledning följde denna för långt in över ententens linjer. Där blev han beskjuten av både luftvärn och ett följande jaktflygplan, även detta av typen Sopwith Camel, fluget av det kanadensiska flygarässet Arthur Roy Brown(en) med nio luftsegrar vid tillfället. Under beskjutningen blev von Richtofen vid okänt tillfälle skadeskjuten och tvingades göra en kraftig kraschlandning i närheten av australiensiska trupper. Vid nedslaget skuttade flygplanet ett antal gånger, varvid landstället kollapsade och bränsletanken krossades. Flera australiensare skyndade sig till von Richtofens flygplansvrak för att försöka rädda honom, men han ska ha varit avliden eller avled snabbt efter deras ankomst. Han hittades med flera skador i ansiktet, såsom bruten näsa och käke, vilket lär ha orsakats från anslag mot bakänden av planets nosmonterade kulsprutor vid nedslaget. Två vittnen ur kungliga australienska armens läkarkår (Royal Australian Army Medical Corps), skytten Ernest W. Twycross och sergeanten Edward David Smout, har hävdat att von Richtofen var vid liv när de kom fram till hans plan och att han trots sina skador försökte säga någonting; hans sista ord ska ha varit "kaputt".
Då von Richthofen ansetts som britternas nemesis fanns i förväg utlovat ett Victoriakors, ett eget privat flygplan och 5 000 pund sterling till den som kunde skjuta ner honom. Då piloten Arthur Roy Brown hade följt och skjutit mot von Richtofens plan vid tillfället för hans död, antogs att denne hade avfyrat skotten som orsakade Richthofens störtning och död, varför denna belöning gavs till Brown. I dag är dock de flesta historiker överens om att det förmodligen måste varit någon ur marktrupperna som fått in det dödande skottet, antagligen australiensaren sergeant Cedric Popkin, som ska ha skjutit med en uppsatt Lewiskulspruta mot von Richtofens plan vid två tillfällen: först framifrån när Richtofen flög mot hans position, senare från sidan på längre avstånd. Det dödande skottet träffade Richtofen i sidan från en vinkel som sammanfaller med Popkins skottvidd vid det senare tillfället.

## Begravningar

### Begravning i Bertangles
Efter von Richtofens död vilade ansvaret för hans döda kropp på major David Valentine Jardine Blake. I likhet med många av de allierades högre befäl hade han stor respekt för Richthofen, och anordnade en begravning med militära hedersbetygelser som genomfördes av personalen i No. 3 Squadron Australian Flying Corps.
Kroppen begravdes den 22 april 1918 på kyrkogården vid byn Bertangles, nära Amiens. Kistan bars av sex av den 3:e skvadronens officerare, och en hedersvakt avfyrade en salut. Andra skvadroner i närheten hedrade graven med kransar, där en av dem hade band med texten "To Our Gallant and Worthy Foe".

### Kvarlevor flyttade till Fricourt

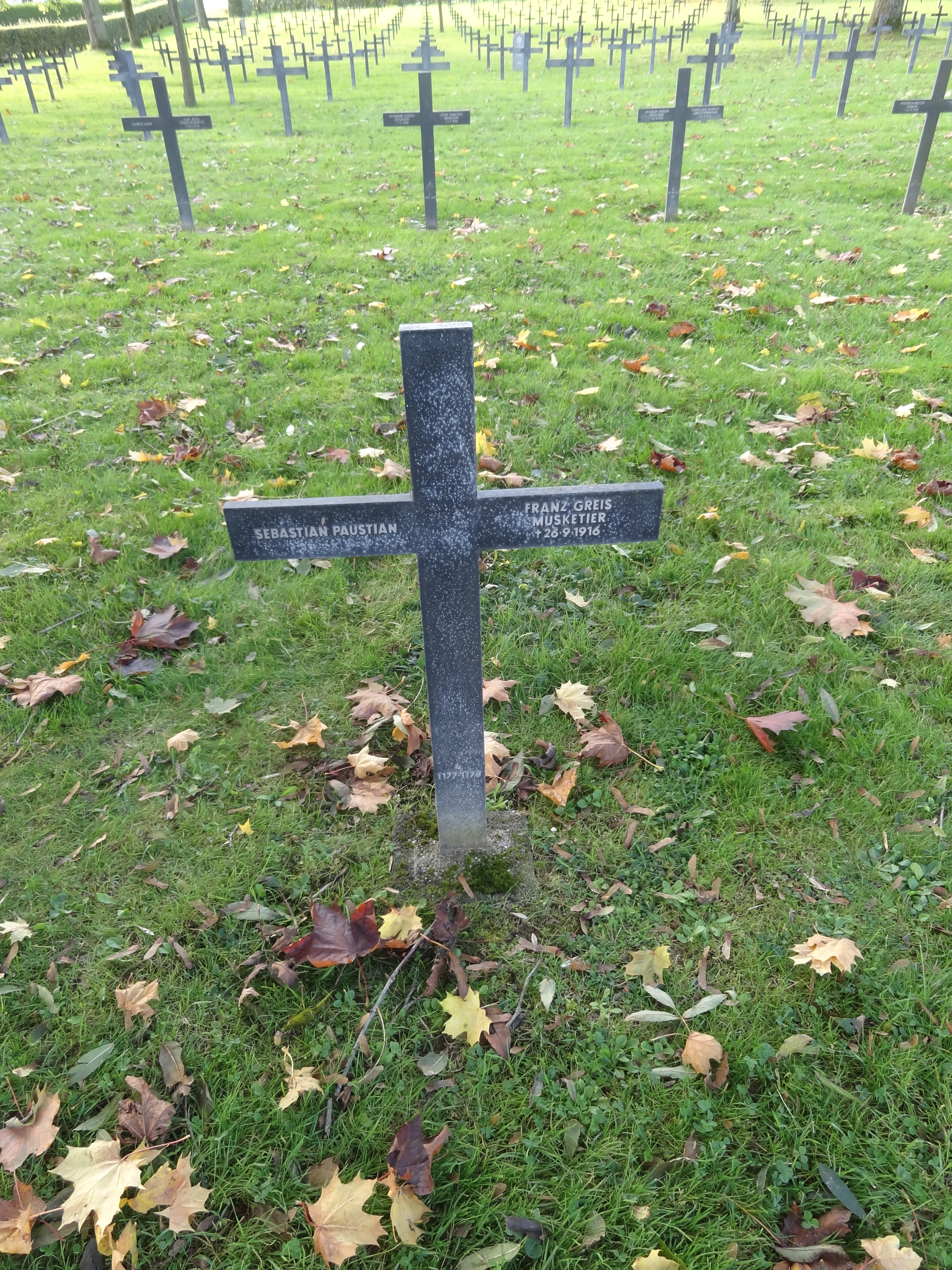
Richthofen's tidigare grav vid Fricourt, senare Sebastian Paustian, sektion 4, rad 7, grav 1177.

Tidigt under 1920-talet skapade de franska myndigheterna en tysk militärkyrkogård vid Fricourt, där många tyska krigsoffer inklusive Richthofen återbegravdes. En orsak var vandalism från missnöjda bybor som motsatte sig att forna fiender fick sin gravplats mitt ibland andra gravar för byns invånare.

### Statsbegravning på Invalidenfriedhof i Berlin

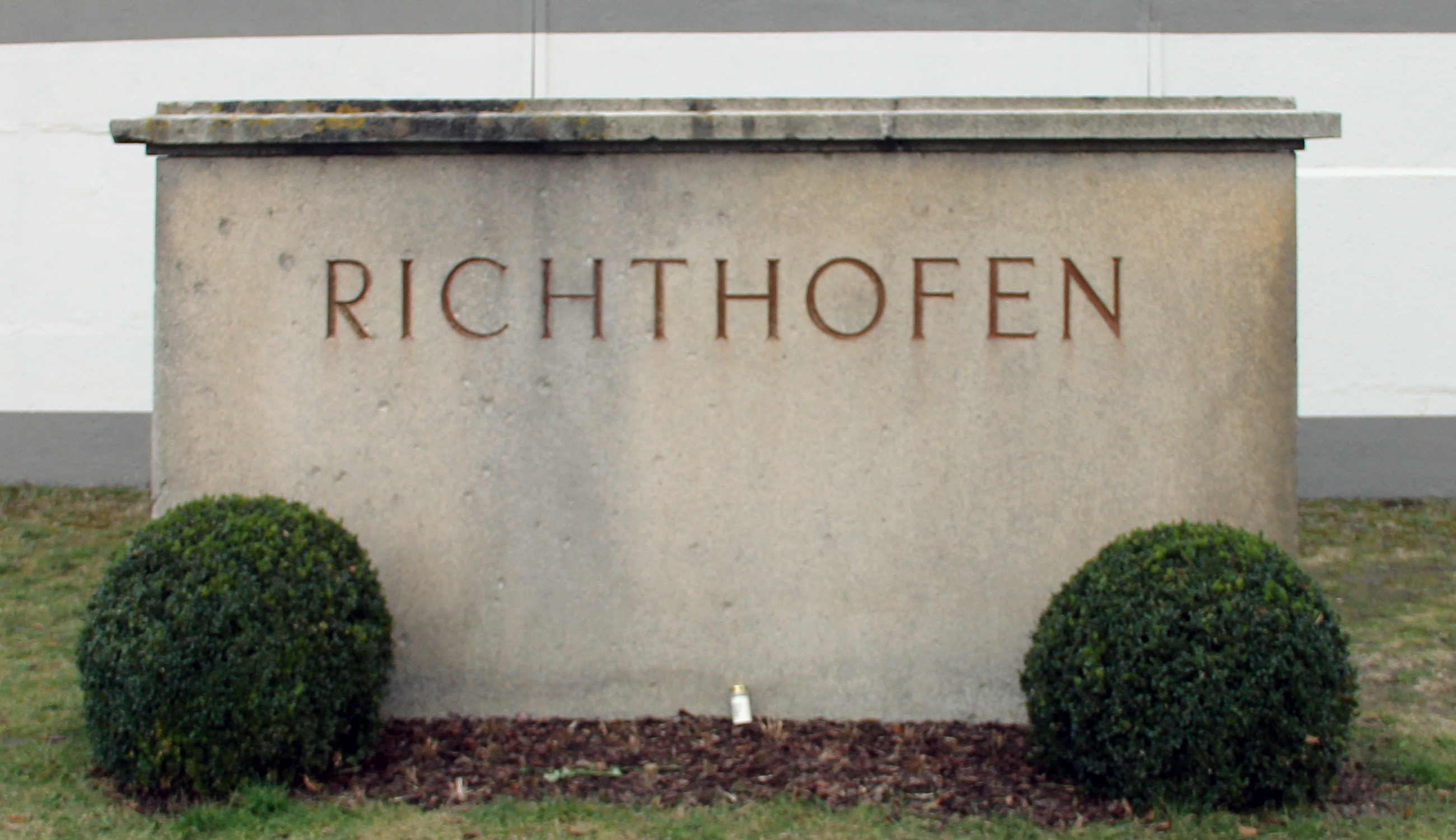
Gravsten rest av Nazityskland under 1930-talet, med synliga skador av förlupna kulor från tiden efter Berlinmurens tillkomst 1961.

År 1925 ordnade Richthofen's yngste bror Bolko så att kroppen fördes från Fricourt till Tyskland. Familjens plan var att begrava kroppen vid begravningsplatsen Schweidnitz tillsammans med Richthofens far samt hans bror Lothar von Richthofen, som omkom efter kriget i en flygkrasch 1922. Dock begärde den tyska regeringen att kroppen istället skulle få sitt vilorum på begravningsplatsen Invalidenfriedhof i Berlin, där många tyska hjältar och tidigare ledare var begravda. Familjen samtyckte till detta, och Richthofen's kista fick en högtidlig statsbegravning.
Senare under Nazitiden blev Richthofen en hjältesymbol för det framväxande Luftwaffe, och en grandios minnesceremoni vid gravplatsen anordnades i närvaro av bland annat Luftwaffechefen och Richthofens forne flygarkollega Herman Göring, och en massiv ny gravsten restes vars inskription bestod av ett enda ord: Richthofen.
Invalidenfriedhof fick stora skador under slaget om Berlin i slutet av andra världskriget, och stängdes för allmänheten. Ytterligare förstörelse skedde när Berlinmuren 1961 kom att byggas tvärs över begravningsplatsen, som blev en del av murens ingenmansland. Bland annat uppstod skador på Richthofens gravsten från gevärskulor som avfyrades mot personer som försökte fly från Östtyskland över muren.

### Kvarlevor flyttade till Wiesbaden

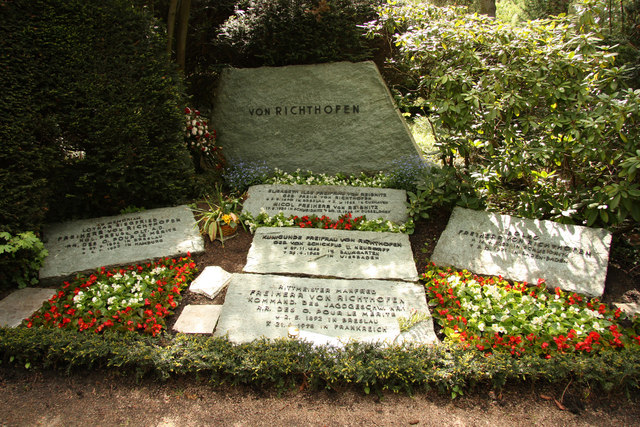
Richthofens familjegrav vid den södra begravningsplatsen i Wiesbaden, viloplats för Manfred von Richthofen sedan 1975.

Förhållandena med en grav vid Berlinmurens ingenmansland som kunde träffas av förlupna kulor var på många sätt stötande, och år 1975 flyttades Richthofens kvarlevor till en familjegrav vid den södra begravningsplatsen i Wiesbaden.

## Utmärkelser och släkt
Richthofen tog emot järnkorset av första graden (tyska: Eisernes Kreuz I. Klasse, kort EK I) och Pour le Mérite (PIM), även kallad "Blå Max" (tyska: Blauer Max) efter hans kamrat Max Immelmann, samt diverse andra hedersutmärkelser från fosterlandet, från Österrike, Bulgarien och Osmanska riket.
Han och hans bror Lothar von Richthofen (även han flygaräss) var brorsöner till den tyske geologen Ferdinand von Richthofen och kusiner till Wolfram von Richthofen. En avlägsen släkting till bröderna var Frieda von Richthofen (gift med den engelske författaren D.H. Lawrence).

## Röde baronen i kulturen
Som första världskrigets mest kända flygaräss har "Röde baronen" ibland figurerat i skönlitterära sammanhang, ofta som en arketypisk tysk första världskrigsflygare. Många gånger har tyska stridsflygplan från tiden fått helröd färg i senare skönlitterära illustrationer, trots att också många andra färger användes av det tyska flygvapnet.
När seriefiguren Snobben fantiserar om sig själv som stridsflygare under första världskriget är "Röde baronen" hans ständigt gäckande fiende. von Richthofen figurerar även i Hugo Pratts skildringar av Corto Malteses sejour vid västfronten. Serieskaparna Pierre Veys och Carlos Puerta har skapat en albumserie med titeln Röde baronen (franska: Baron rouge, påbörjad utgivning på svenska 2016).
Richthofen förekommer också i ett avsnitt i fjärde omgången av komediserien Svarte Orm, där han konfronteras med sin brittiska nemesis Lord Flashheart.
Den amerikanska gruppen The Royal Guardsmen hade på 1960-talet flera låtar på hitlistorna om seriefiguren Snobben och "Röde baronen".
Sabatons låt The Red Baron från 2019 skildrar Richthofens öde.

## Luftsegrar i kronologi
Nedan listas de 80 plan som von Richthofen sköt ner, samt deras piloter. Några av de listade piloterna avled inte och kunde i vissa fall senare återkomma som piloter.
| №  | Nerskjutna fältflygare                | Datum      | Klock- slag | Flyg- eskader | Flygplan         | Motståndar- plan            | Plats                                                    |
| -- | ------------------------------------- | ---------- | ----------- | ------------- | ---------------- | --------------------------- | -------------------------------------------------------- |
| 1  | Lionel Morris Tom Rees                | 1916-09-17 | 11:00       | Jasta 2       | Albatros D.II    | F.E.2b (7018)               | Nära Villers Plouich                                     |
| 2  | Herbert Bellerby                      | 1916-09-23 | 11:00       | Jasta 2       | Albatros D.II    | Martinsyde G.100 (7481)     | Bapaume                                                  |
| 3  | Ernest Lansdale Albert Clarkson       | 1916-09-30 | 11:50       | Jasta 2       | Albatros D.II    | F.E.2b (6973)               | Nära Lagnicourt                                          |
| 4  | William Fenwick                       | 1916-10-07 | 09:10       | Jasta 2       | Albatros D.II    | B.E.12 (6618)               | Nära Équancourt                                          |
| 5  | John Thompson                         | 1916-10-16 | 05:00       | Jasta 2       | Albatros D.II    | B.E.12 (6580)               | Nära Ypres                                               |
| 6  | Arthur Fisher                         | 1916-10-25 | 09:35       | Jasta 2       | Albatros D.II    | B.E.12 (6629)               | Nära Bapaume                                             |
| 7  | Cuthbert Baldwin George Bentham       | 1916-11-03 | 14:10       | Jasta 2       | Albatros D.II    | F.E.2b (7010)               | NÖ om Grevillers Wood                                    |
| 8  | Ian Cameron                           | 1916-11-09 | 10:30       | Jasta 2       | Albatros D.II    | B.E.2c (2506)               | Beugny                                                   |
| 9  | Thomas Clarke James Lees              | 1916-11-20 | 09:40       | Jasta 2       | Albatros D.II    | B.E.2c (2767)               | S om Grandcourt                                          |
| 10 | Gilbert Hall George Doughty           | 1916-11-20 | 16:15       | Jasta 2       | Albatros D.II    | F.E.2b (4848)               | Grandcourt                                               |
| 11 | Lanoe Hawker                          | 1916-11-23 | 15:00       | Jasta 2       | Albatros D.II    | D.H.2 (5964)                | S om Bapaume                                             |
| 12 | Philip Hunt                           | 1916-12-11 | 11:55       | Jasta 2       | Albatros D.II    | D.H.2 (5986)                | Nära Arras                                               |
| 13 | Gerald Knight                         | 1916-12-20 | 11:30       | Jasta 2       | Albatros D.II    | D.H.2 (7927)                | Menchy                                                   |
| 14 | Lionel D'Arcy Reginald Whiteside      | 1916-12-20 | 13:45       | Jasta 2       | Albatros D.II    | F.E.2b (A5446)              | Moreuil                                                  |
| 15 |                                       | 1916-12-27 | 16:25       | Jasta 2       | Albatros D.II    | D.H.2 (5985)                | S om Arràs                                               |
| 16 | Allan Todd                            | 1917-01-04 | 16:15       | Jasta 2       | Albatros D.II    | Sopwith Pup (N5193)         | Nära Metz en Coûture                                     |
| 17 | John Hay                              | 1917-01-23 | 16:10       | Jasta 11      | Albatros D.III   | F.E.8 (6388)                | SV om Lens                                               |
| 18 | John MacLennan Oscar Greig            | 1917-01-24 | 12:15       | Jasta 11      | Albatros D.III   | F.E.2b (6997)               | V om Vimy                                                |
| 19 | Percival Murray Duncan McRae          | 1917-02-01 | 16:00       | Jasta 11      | Albatros D.II    | B.E.2d (6742)               | 1 km SV om Thelus                                        |
| 20 | Cyril Bennett Herbert Croft           | 1917-02-14 | 12:00       | Jasta 11      | Albatros D.II    | B.E.2d (6231)               | V om Loos                                                |
| 21 | George Bailey George Hampton          | 1917-02-14 | 16:45       | Jasta 11      | Albatros D.II    | B.E.2c (2543)               | SV om Mazingarbe                                         |
| 22 | James Crosbee John Prance             | 1917-03-04 | 12:50       | Jasta 11      | Albatros D.II    | B.E.2d (5785)               | 1 km N om Loos                                           |
| 23 | Herbert Green Alexander Reid          | 1917-03-04 | 16:20       | Jasta 11      | Albatros D.II    | Sopwith 1½ Strutter (A1108) | Acheville                                                |
| 24 | Gerald Gosset-Bibby Geoffrey Brichta  | 1917-03-06 | 17:00       | Jasta 11      | Albatros D.II    | B.E.2e (A2785)              | Souchez                                                  |
| 25 | Arthur Pearson                        | 1917-03-09 | 11:55       | Jasta 11      | Albatros D.III   | D.H.2 (A2571)               | Mellan Roclincourt och Bailleul                          |
| 26 | James Smyth Edward Byrne              | 1917-03-11 | 12:00       | Jasta 11      | Halberstadt D.II | B.E.2d (6232)               | S om La Folie Wood                                       |
| 27 | Arthur Boultbee Frederick King        | 1917-03-17 | 11:30       | Jasta 11      | Halberstadt D.II | F.E.2b (A5439)              | Oppy                                                     |
| 28 | George Watt Ernest Howlett            | 1917-03-17 | 17:00       | Jasta 11      | Halberstadt D.II | B.E.2g (2814)               | V om Vimy                                                |
| 29 | Siney Quicke William Lidsey           | 1917-03-21 | 17:30       | Jasta 11      | Halberstadt D.II | B.E.2e (A3154)              | Berg 123, N om Neuville                                  |
| 30 | Richard Baker                         | 1917-03-24 | 11:55       | Jasta 11      | Halberstadt D.II | SPAD VII (A6706)            | Givenchy-en-Gohelle                                      |
| 31 | Guy Gilbert                           | 1917-03-25 | 08:20       | Jasta 11      | Halberstadt D.II | Nieuport 17 (A6689)         | Tilloy-lès-Mofflaines                                    |
| 32 | Patrick Powell Percy Bonner           | 1917-04-02 | 08:35       | Jasta 11      | Albatros D.III   | B.E.2d (5841)               | Farbus                                                   |
| 33 | Peter Warren Reuel Dunn               | 1917-04-02 | 11:15       | Jasta 11      | Albatros D.III   | Sopwith 1½ Strutter (A2401) | Givenchy                                                 |
| 34 | Donald McDonald John O'Beirne         | 1917-04-03 | 16:15       | Jasta 11      | Albatros D.III   | F.E.2d (A6382)              | Mellan Lens och Lieven                                   |
| 35 | Arthur Lechler Herbert George         | 1917-04-05 | 11:15       | Jasta 11      | Albatros D.III   | Bristol F.2b (A3340)        | Lewarde, S om Douai                                      |
| 36 | Alfred Adams Donald Stewart           | 1917-04-05 | 11:30       | Jasta 11      | Albatros D.III   | Bristol F.2a (A3343)        | Cuincy                                                   |
| 37 | George Smart                          | 1917-04-07 | 17:45       | Jasta 11      | Albatros D.III   | Nieuport 17 (A6645)         | Mercatel                                                 |
| 38 | Leonard Cantle John Heagerty          | 1917-04-08 | 11:40       | Jasta 11      | Albatros D.III   | Sopwith 1½ Strutter (A2406) | Nära Farbus                                              |
| 39 | Keith MacKenzie Guy Everingham        | 1917-04-08 | 16:40       | Jasta 11      | Albatros D.III   | B.E.2g (A2815)              | Vimy                                                     |
| 40 | Claude Derwin Pierson, H              | 1917-04-11 | 09:25       | Jasta 11      | Albatros D.III   | B.E.2d (2501)               | Willerval                                                |
| 41 | James Stuart Maurice Wood             | 1917-04-13 | 08:58       | Jasta 11      | Albatros D.III   | R.E.8 (A3190)               | Mellan Vitry och Brebières                               |
| 42 | James Cunniffe Batten, WJ             | 1917-04-13 | 12:45       | Jasta 11      | Albatros D.III   | F.E.2b (A831)               | Mellan Monchy och Feuchy                                 |
| 43 | Allan Bates William Barnes            | 1917-04-13 | 19:35       | Jasta 11      | Albatros D.III   | F.E.2b (4997)               | Noyelles-Godault, nära Henin Liétard                     |
| 44 | William Russell                       | 1917-04-14 | 09:15       | Jasta 11      | Albatros D.III   | Nieuport 17 (A6796)         | 1 km S om Bois Bernard                                   |
| 45 | Alphonso Pascoe Frederick Andrews     | 1917-04-16 | 17:30       | Jasta 11      | Albatros D.III   | B.E.2e (3156)               | Mellan Bailleul och Gavrelle                             |
| 46 | Waldemar Frabklin William Fletcher    | 1917-04-22 | 17:10       | Jasta 11      | Albatros D.III   | F.E.2b (7020)               | Nära Lagnicourt                                          |
| 47 | Eric Welch Amos Tollervey             | 1917-04-23 | 12:05       | Jasta 11      | Albatros D.III   | B.E.2f (A3168)              | Méricourt                                                |
| 48 | William Follit Frederick Kirkham      | 1917-04-28 | 09:30       | Jasta 11      | Albatros D.III   | B.E.2e (7221)               | Ö om Pelves, SÖ hörnet av kvadrant 6998                  |
| 49 | Richard Applin                        | 1917-04-29 | 12:05       | Jasta 11      | Albatros D.III   | SPAD VII (B1573)            | Nära Lecluse                                             |
| 50 | George Stead Alfred Beebee            | 1917-04-29 | 16:55       | Jasta 11      | Albatros D.III   | F.E.2d (4898)               | SV om Inchy, Berg 90, nära Pariville                     |
| 51 | David Davies George Rathbone          | 1917-04-29 | 19:25       | Jasta 11      | Albatros D.III   | B.E.2e (2738)               | Nära Rouex                                               |
| 52 | Edward Cuzner                         | 1917-04-29 | 19:40       | Jasta 11      | Albatros D.III   | Sopwith Triplane (N5463)    | Mellan Billy-Montigny och Sallaumines                    |
| 53 | Ralph Ellis Harold Barlow             | 1917-06-18 | 13:15       | JG I          | Albatros D.III   | R.E.8 (A4290)               | Hof Struywe, kvadrant V.42                               |
| 54 | Robert Farquhar                       | 1917-06-23 | 21:30       | JG I          | Albatros D.V     | SPAD VII (B1530)            | N d'Ypres                                                |
| 55 | Norman McNaughton Angus Means         | 1917-06-24 | 09:10       | JG I          | Albatros D.V     | D.H.4 (A7473)               | Mellan Keibergmelen och Lichtensteinlager                |
| 56 | Leslie Bowman James Power-Clutterbuck | 1917-06-25 | 18:40       | JG I          | Albatros D.V     | R.E.8 (A3847)               | Nära Le Bizet                                            |
| 57 | Hubert Wheatley Frank Pascoe          | 1917-07-02 | 10:20       | JG I          | Albatros D.V     | R.E.8 (A3538)               | Deulemont                                                |
| 58 | William Williams                      | 1917-08-16 | 07:55       | JG I          | Albatros D.V     | Nieuport 23 (A6611)         | Nära Polygoonbos (Flandern)                              |
| 59 | Coningsby Williams                    | 1917-08-26 | 07:30       | JG I          | Albatros D.V     | SPAD VII (B3492)            | Mellan Poelcapelle och Langemarck                        |
| 60 | John Madge Walter Kember              | 1917-09-01 | 07:50       | JG I          | Fokker F.I       | R.E.8 (B782)                | Nära Zonnebeke                                           |
| 61 | Algernon Bird                         | 1917-09-03 | 07:35       | JG I          | Fokker F.I       | Sopwith Pup (B1795)         | S om Bousbecque                                          |
| 62 | James Boddy                           | 1917-09-23 | 14:00       | JG I          | Albatros D.V     | D.H.5 (A9299)               | SÖ hörnet av Bourlon Wood                                |
| 63 | Donald MacGregor                      | 1917-09-30 | 14:30       | JG I          | Albatros D.V     | S.E.5a (B644)               | Nära Moevres                                             |
| 64 | Leonard Clutterbuck Henry Sparks      | 1918-03-12 | 11:10-11:15 | JG I          | Fokker Dr.I      | Bristol F.2b (B1251)        | N om Nauroy, kvadrant 2858                               |
| 65 | Elmer Heath                           | 1918-03-13 | 10:35       | JG I          | Fokker Dr.I      | Sopwith Camel (B2523)       | Mellan Gonnelieu och Banteux, kvadrant 1853              |
| 66 | William Ivamy                         | 1918-03-18 | 11:15       | JG I          | Fokker Dr.I      | Sopwith Camel (B5243)       | Väg vid Molain i Vaux-Andigny                            |
| 67 | John McCone                           | 1918-03-24 | 14:45       | JG I          | Fokker Dr.I      | S.E.5a (C1054)              | Combles                                                  |
| 68 | Donald Cameron                        | 1918-03-25 | 15:55       | JG I          | Fokker Dr.I      | Sopwith Camel (C1562)       | Väg vid Bapaume i Albert                                 |
| 69 | Allan Denovan                         | 1918-03-26 | 16:45       | JG I          | Fokker Dr.I      | S.E.5a (B511)               | S om Contalmaison                                        |
| 70 | Jack Reading Matthew Leggat           | 1918-03-26 | 17:00       | JG I          | Fokker Dr.I      | R.E.8 (B742)                | 2 km NÖ om Albert                                        |
| 71 | Thomas Sharpe                         | 1918-03-27 | 09:00       | JG I          | Fokker Dr.I      | Sopwith Camel (C6733)       | Ancre, 1 km N om Aveluy, N om Albert                     |
| 72 | Edward Smart Kenneth Barford          | 1918-03-27 | 16:30       | JG I          | Fokker Dr.I      | A.W.F.K.8 (B288)            | 2 km V om Foucaucourt                                    |
| 73 | George Harding                        | 1918-03-27 | 16:35       | JG I          | Fokker Dr.I      | Sopwith Dolphin (C4016)     | 1 km N om Chuignolles, S om Bray-sur-Somme               |
| 74 | Joseph Bertram Taylor Eric Betley     | 1918-03-28 | 12:20       | JG I          | Fokker Dr.I      | A.W.F.K.8 (C8444)           | Nära Mericourt                                           |
| 75 | Ernest Jones Robert Newton            | 1918-04-02 | 12:30       | JG I          | Fokker Dr.I      | R.E.8 (A3868)               | Berg 104, NÖ om Moreuil                                  |
| 76 | Sydney Smith                          | 1918-04-06 | 15:45       | JG I          | Fokker Dr.I      | Sopwith Camel (D6491        | NÖ om Villers-Bretonneux, nära Ö hörnet av Bois de Hamel |
| 77 | Albert Gallie                         | 1918-04-07 | 11:30       | JG I          | Fokker Dr.I      | Sopwith Camel (D6550)       | Nära Hangard                                             |
| 78 | Ronald Adams                          | 1918-04-07 | 12:05       | JG I          | Fokker Dr.I      | Sopwith Camel (D6554)       | 500 m Ö om Berg 104, N om Villers-Bretonneux             |
| 79 | Richard Raymond-Barker                | 1918-04-20 | 18:40       | JG I          | Fokker Dr.I      | Sopwith Camel (D6439)       | SV om Bois de Hamel                                      |
| 80 | David Lewis                           | 1918-04-20 | 18:43       | JG I          | Fokker Dr.I      | Sopwith Camel (B7393)       | NÖ om Villers-Bretonneux                                 |